# Hanns Bächtold-Stäubli
Hanns Bächtold-Stäubli (* 27. März 1886 in Schaffhausen; † 10. Oktober 1941 in Basel) war ein Schweizer Volkskundler. Hanns Bächtold-Stäubli war Mitherausgeber des Handwörterbuches des deutschen Aberglaubens (1927–1942; Neuauflage 1987), eines grundlegenden Werkes, das aber stark dem Zeitgeist verhaftet war.

## Leben und Werk
Hanns Bächtold-Stäubli besuchte die Kantonsschule Schaffhausen und schloss diese 1905 ab. Er studierte in Neuenburg und Basel Germanistik und Romanistik. Eduard Hoffmann-Krayer und John Meier hatten Bächtold dann für die Volkskunde gewonnen. 1913 schrieb er die völkerkundliche Promotion „Die Bräuche bei Verlobung und Hochzeit mit besonderer Berücksichtigung der Schweiz“ bei Eduard Hoffmann-Krayer. Die Völkerkunde als Hauptberuf zu betreiben, erwies sich zunächst als unmöglich. Von 1906 bis 1908 war er Reallehrer in Stein am Rhein, von 1908 bis 1917 Lehrer an einer privaten Handelsschule in Basel. Von 1917 bis 1921 war er bei Pro Juventute Leiter der Abteilung Schulkind. Ab 1919 war Bächtold-Stäubli Sekretär des Verbandes der Arbeiter und Arbeitgeber der Basler Seidenfabrikanten. Volkskundliche Arbeiten gab er zusammen mit seinem Doktorvater Hoffmann-Krayer heraus. Ab 1936 war Bächtold-Stäubli Vorsteher der Abteilung Europa des Basler Museums für Völkerkunde (heute: Museum der Kulturen).

## Privates
Hanns Bächtold-Stäubli war Sohn des Müllers Hans Georg und von Susanna Bächtold geb. Scheffeler. Er heiratete 1921 Fanny Marguerite, Tochter des Seidenstoff-Fabrikanten Stäubli in Horgen.

## Schriften
- als Hrsg. mit E. Hoffmann-Krayer (Hrsg.): Handwörterbuch des deutschen Aberglaubens. 10 Bände. Berlin/Leipzig 1927–1942.
- Enquête über die schweizerische Volkskunde. In: Volkskundliche Gaben. John Meier zum siebzigsten Geburtstage dargebracht. De Gruyter, Berlin 1934, S. 9–15.